# Sobieski (Mazovie)
Pour les articles homonymes, voir Sobieski.
Sobieski (prononciation : [sɔˈbjɛski]) est un village polonais de la gmina de Joniec dans le powiat de Płońsk de la voïvodie de Mazovie dans le centre-est de la Pologne.

## Histoire
De 1975 à 1998, le village appartenait administrativement à la voïvodie de Ciechanów.